# Darro (Granada)
Darro ist eine Gemeinde in der Provinz Granada im Südosten Spaniens mit 1.695 Einwohnern (Stand: 2024). Die Gemeinde liegt in der Comarca Guadix. 

## Geografie
Die Gemeinde liegt im Norden der Provinz und grenzt an Cortes y Graena, Diezma, Guadix, Huélago, Morelábor, La Peza, Píñar und Purullena.

## Geschichte
Die Ursprünge der Siedlung stammen aus der prähistorischen Zeit. Die Nekropole von Panoria (spanisch Necrópolis megalítica de Panoría) befindet sich etwa 5,0 km nördlich von Darro.
Die Gemeinde ist nach dem Fluss Darro benannt, der allerdings nicht durch das Gebiet führt.